# Adrian Mol
Adrian Mol (* 4. November 2004) ist ein norwegischer Volleyball- und Beachvolleyballspieler.

## Karriere

### Karriere Halle
2020 war der in der Provinz Vestland aufgewachsene Sportler im norwegischen Kader für die U18-Europameisterschaft. Von 2021 bis 2023 stand er bei ToppVolley Norge auf dem Spielfeld. Das ist ein Projekt des norwegischen Volleyballverbandes in Zusammenarbeit mit der Provinz Rogaland, der Kommune Suldal und dem Energiekonzern Statkraft, ähnlich den deutschen Nachwuchsteams, um junge Talente des Landes zu fördern. Die Mannschaft spielt in der höchsten Spielklasse im norwegischen Volleyball und belegte im Abschlussklassement zweimal den achten Tabellenplatz, als der Außenangreifer dort aktiv war. Zwischenzeitlich war er ein weiteres Mal für eine Auswahl seines Heimatlandes im Einsatz. Er gehörte 2022 zum Team der Nordeuropäer bei der Qualifikation zur U20-EM. In der Spielzeit 2023/24 wurde Mol mit Torvastadt wie schon mit seinem vorigen Verein Achter und erreichte das Pokalviertelfinale. Nach der Saison wurde er zum ersten Mal in die A-Nationalmannschaft berufen und beim Nordic Cup als Diagonalspieler eingesetzt. Das Team belegte hinter Schweden den zweiten Rang.

### Karriere Beach
Zum ersten Mal bei einem europäischen Wettbewerb im Sand im Einsatz war der Strandviker 2021. Bei der U18-EM in Ljubljana scheiterte er mit Oscar Majak Gundersen ebenso in der Vorausscheidung wie ein Jahr später bei der U19-WM mit Leon Lauvland. Ab November 2022 wurde Even Stray Aas sein ständiger Partner. Der größte Erfolg der beiden war die Vizeeuropameisterschaft der unter Zweiundzwanzigjährigen 2024 im türkischen Termal.
Nach der anschließenden Futures-Teilnahme auf Ios wechselte Adrian Mol zu seinem älteren Bruder Markus, mit dem er beim ersten gemeinsamen Auftritt beim gleichwertigen Event in Balikesir gleich zu den besten vier Teams gehörte und anschließend bei einer Veranstaltung der japanischen Beachserie ganz oben auf dem Treppchen stand. Nach einem geteilten siebten Platz beim Challenge in Haikou im November des Jahres gelang den norwegischen Geschwistern im Mai 2025 ihr bis dahin wertvollster sportlicher Erfolg. In Xiamen überstanden sie die Qualifikation durch Zweisatzsiege gegen japanische Beachpaare, wurden Zweite im Pool D und besiegten anschließend die Neuseeländer Fuller/O’Dea, die Italiener Alfieri/Ranghieri und die Olympianeunten Evans/Budinger aus den Vereinigten Staaten, bevor sie gegen die Vierten der Spiele in Paris Younousse/Tijan in drei Sätzen verloren und auch das Bronzematch gegen die Franzosen Rotar/Gauthier-Rat, denen sie schon in der Gruppe unterlegen waren, nicht für sich entscheiden konnten.

## Privates
Die Eltern des Athleten, Merita Berntsen Mol und Kåre Mol, sind ehemalige Volleyball-/Beachvolleyballspieler und heutige Trainer. Auch seine vier Geschwister Anders, Hendrik, Markus und die Jüngste, Sofia Melina, sind im Volleyball und Beachvolleyball aktiv wie auch Cousin Mathias und Cousine Frida Berntsen.